# Worland
La ville américaine de Worland est le siège du comté de Washakie, dans l’État du Wyoming. En 2005, sa population s’élevait à 4 967 habitants.

## Transports
Worland possède un aéroport (Worland Municipal Airport), codes IATA : WRL, ICAO : KWRL, FAA LID : WRL.

## Source
- (en) Cet article est partiellement ou en totalité issu de l’article de Wikipédia en anglais intitulé « Worland, Wyoming » (voir la liste des auteurs).